# Inode

В информатике inode (произносится а́йнод или инод), индексный дескриптор — это структура данных в традиционных для ОС UNIX файловых системах (ФС), таких как UFS, ext4. В этой структуре хранится метаинформация о стандартных файлах, каталогах или других объектах файловой системы, кроме непосредственно данных и имени.

## Подробности
При создании файловой системы создаются также и структуры данных, содержащие информацию о файлах. Каждый файл имеет свой индексный дескриптор, идентифицируемый по уникальному номеру (часто называемому "i-номером" или "айнодом"), в файловой системе, в которой располагается сам файл.
Индексные дескрипторы хранят информацию о файлах, такую, как принадлежность владельцу (пользователю и группе), режим доступа (чтение, запись, запуск на выполнение) и тип файла. Существует определённое число индексных дескрипторов, которое указывает максимальное количество файлов, допускаемое определённой файловой системой. Обычно при создании файловой системы примерно 1 % её объёма выделяется под индексные дескрипторы.
Термин индексный дескриптор обычно указывает на айноды блочных устройств, управляющие постоянными файлами, каталогами и, по возможности, символьными ссылками. Подобная концепция играет важную роль при восстановлении повреждённых файловых систем.
- Номер индексного дескриптора заносится в таблицу индексных дескрипторов в определённом месте устройства; по номеру индексного дескриптора ядро системы может считать содержимое айнода, включая указатели данных и прочий контекст файла.
- Номер индексного дескриптора файла можно посмотреть, используя команду ls -i, а команда ls -l покажет информацию, хранящуюся в индексном дескрипторе.
- Файловые системы, не относящиеся к традиционным ФС UNIX, такие как ReiserFS, могут обходиться без таблицы индексных дескрипторов, но должны хранить аналогичную информацию схожим способом, обеспечивающим эквивалентную функциональность. Такие данные могут называться статистической информацией, по аналогии со stat — системным вызовом, поставляющим информацию программам.

Имена файлов и содержимое каталогов:
- индексные дескрипторы не хранят имена файлов, только информацию об их содержимом;
- каталоги в Unix являются списками 'ссылочных' структур, каждая из которых содержит одно имя файла и один номер индексного дескриптора;
- ядро должно просматривать каталог в поисках имени файла, затем конвертировать это имя в соответствующий номер индексного дескриптора, в случае успеха;
- содержимое файлов располагается в блоках данных, на которые ссылаются индексные дескрипторы.

Представление ядром этих данных в памяти называется struct inode (структурным айнодом) (в ОС Linux). В BSD системах используется термин vnode, буква v в котором указывает на виртуальную файловую систему уровня ядра.

## Описание индексного дескриптора в POSIX
Стандарты POSIX описывают поведение файловой системы как потомка традиционных файловых систем UNIX — UFS. Регулярные файлы должны иметь следующие атрибуты:
- длина файла в байтах;
- идентификатор (ID) устройства (это идентифицирует устройство, содержащее файл);
- ID пользователя, являющегося владельцем файла;
- ID группы файла;
- режим файла, определяющий какие пользователи могут считывать, записывать и запускать файл;
- Timestamp указывает дату последнего изменения айнода (ctime, change time), последней модификации содержимого файла (mtime, modification time), и последнего доступа (atime, access time);
- счётчик ссылок указывает количество жестких ссылок, указывающих на индексный дескриптор;
- указатели на блоки диска, хранящие содержимое файла (подробнее…).

Системный вызов stat считывает номер индексного дескриптора файла и некоторую информацию из него.

## Этимологияinode
Что в названии «и-нод» обозначает «и» — неизвестно. В ответ на вопрос об этом один из создателей Unix Деннис Ритчи ответил:

Честно говоря, я тоже не знаю. Это был всего лишь термин, который мы начали использовать. Из-за немного необычной структуры файловой системы, при которой информация о доступе к файлам хранится в виде плоского массива на диске, отдельно от всей информации об иерархии каталогов, лучшее, что я могу предположить (для «и») — это «индекс». Таким образом, и-номер являлся индексом в этом массиве, и-нод — выбираемым элементом массива. (Приставка «и-» использовалась в первой версии руководства; со временем дефис перестали употреблять).
Оригинальный текст (англ.)In truth, I don't know either. It was just a term that we started to use. "Index" is my best guess, because of the slightly unusual file system structure that stored the access information of files as a flat array on the disk, with all the hierarchical directory information living aside from this. Thus the the i-number is an index in this array, the i-node is the selected element 
of the array. (The "i-" notation was used in the 1st edition manual; its hyphen became gradually dropped).

— What does the "i" in inode stand for? Dennis Ritchie doesn't know either. Дата обращения: 3 августа 2010. Архивировано из оригинала 23 августа 2011 года.
То есть index node (индексный узел, элемент) → index-node → i-node → inode — постепенное укорочение и слияние словосочетания index node. По другим версиям, начальная буква i в i-node может происходить, в том числе, от слов information (информация), incore, indirection.

## Значение
Файловые системы, использующие индексные дескрипторы, имеют несколько неочевидных особенностей:
- Если несколько имен указывают на один и тот же индексный дескриптор (жёсткие ссылки), то все имена считаются эквивалентными. Первое созданное имя никаким особым положением не обладает. Это отличается от поведения похожих символьных ссылок, которые зависят от первоначального имени.
- Индексный дескриптор может совсем не иметь ссылок. Обычно такой файл должен быть удален с диска (именно поэтому программы типа undelete в Unix не позволяют установить точное имя удалённого файла), а его ресурсы должны освободиться (это нормальный процесс удаления файла), но если какие-либо процессы ещё не закрыли файл, то они могут удерживать доступ к нему, а файл будет окончательно удален только после того, как будет закрыто последнее обращение к нему. Это относится и к исполняемым копиям, которые удерживаются открытыми процессами, их выполняющими. По этой причине при обновлении программы рекомендуется удалять старую копию и создавать новый индексный дескриптор для обновлённой версии, чтобы никакие экземпляры старой версии не продолжали выполняться.
- Обычно нет возможности сопоставить открытый файл и его имя, по которому он был открыт. Операционная система преобразует имя файла в номер индексного дескриптора при первом же удобном случае, а затем «забывает» про использованное имя файла. Таким образом, функции библиотек getcwd() и getwd() начинают искать в родительском каталоге файл с индексным дескриптором, совпадающим с файлом «.» каталога; затем ищут родительский каталог для текущего, и так далее пока не достигнут «/» каталога. SVR4 и Linux используют дополнительную информацию (поля) в индексных дескрипторах для избежания подобного неудобства.
- Ранее было возможно применять жёсткие ссылки на каталоги. Это делало структуру каталогов ориентированным графом вместо дерева (то есть связного графа с N-1 ребрами и N узлами). Например, каталог имел возможность быть собственным родителем. Современные файловые системы не допускают подобных двусмысленностей, за исключением корневого каталога, который считается собственным родителем.
- Номер индексного дескриптора файла остается неизменным при перемещении файла в другой каталог на том же устройстве или при дефрагментации диска. Поэтому перемещения или каталога, содержащего файл, или его содержимого (или и того и другого вместе) недостаточно для предотвращения доступа к нему из уже запущенного процесса, если у процесса есть возможность вычислить номер индексного дескриптора. Это также обусловливает то, что полностью управляемое поведение индексных дескрипторов невозможно реализовать на множестве файловых систем, не произошедших от стандартной файловой системы UNIX, таких как FAT и его преемников, которые не имеют возможности хранить подобную постоянную 'неизменность', когда каталог файла и его содержимое перемещается.

## Практическое применение
Множество программ, используемых системными администраторами в операционной системе (ОС) UNIX, часто использует номера индексных дескрипторов для обозначения файлов. Популярная встроенная программа проверки жестких дисков fsck или команда pfiles могут послужить в данном случае примерами, так как у них есть необходимость естественным образом конвертировать номера индексных дескрипторов в пути файлов и обратно. Это может быть дополнено использованием программы поиска файлов find с ключом -inum или командой ls с соответствующим ключом (которым на большинстве платформ является -i).

## Динамическое выделение inode
Одна из проблем — inode могут «закончиться». В этом случае нельзя будет создать новый файл или каталог на устройстве, даже если там достаточно свободного места. При этом уже имеющиеся файлы можно полноценно изменять.
Таким образом, файловые системы можно разделить на две группы
- Статическое количество inode: ext2-ext4 …
- Динамическое количество inode: jfs, xfs, btrfs, zfs …

### ПроблемаY2038
Некоторые файловые системы, основанные на индексных дескрипторах, защищены от проблемы Y2038 (известной как Unix time) с учётом предотвращения «переполнения» даты, но далеко не все. При настройке сервера отказ от использования подобных POSIX-несовместимых файловых систем становится более важным. Последняя версия POSIX поддерживает системное время и вызовы даты, устойчивые к проблеме Y2038.